# Шунда Никифор Миколайович
Шунда Никифор Миколайович (12 лютого 1932, с. Лютарівка — 5 червня 2017, Вінниця)— доктор педагогічних наук, професор, Заслужений працівник народної освіти України, кавалер державних і урядових нагород, ректор Вінницького державного педагогічного університету (1976—2003).

## Біографія
Народився Никифор Миколайович 12 лютого 1932 року в селі Лютарівка. Сім років навчався у семирічній школі с. Лютарівка. Середню освіту здобув у Малаклітнянській середній школі. У далекому 1951 році став студентом фізико-математичного факультету Вінницького державного педагогічного інституту імені М. Островського. 1955 року успішно закінчив вищий навчальний заклад і, здобувши спеціальність учителя математики, був направлений на роботу в Шаргородську середню школу Вінницької області. Продовжував педагогічну роботу завучем, учителем математики у Вінницькій школі № 18 робітничої молоді. Це була важка робота, бо спілкування з дорослими людьми мало свою специфіку, але можливість передати свої знання тим, хто прагнув здобути освіту, приносило справжнє задоволення. Уже тоді зрозумів, що слід серйозно займатися наукою. Два роки служив у Комітеті державної безпеки.
У 1964 році повернувся до Вінницького педінституту, пройшовши шлях від асистента до професора. У 1966 році Н.М.Шунда вступив до аспірантури Київського педагогічного інституту імені М. Горького і три роки працював над кандидатською дисертацією за темою «Функція як основа сучасного викладання математики в школі». Здобувши ступінь кандидата педагогічних наук, повернувся до рідного педінституту. Уже через два місяці Никифора Миколайовича призначили заступником декана фізико-математичного факультету, через рік— деканом, згодом— проректором з навчальної роботи, а з 1976 року — ректором університету. Посаду ректора обіймав до 2003 року.
Внесок Н. М. Шунди у педагогічну науку оцінили фахівці. У 1997 році він блискуче захистив докторську дисертацію за двома спеціальностями в Інституті педагогіки і психології професійної освіти АПН України, спеціалізовану вчену раду якого очолював академік І.А.Зязюн, а членами ради були академіки Н.Г. Ничкало, С.У.Гончаренко, М.І. Шкіль, М. Д. Ярмаченко, В.А. Моляко та ін.

### На посаді ректора
Никифор Миколайович Шунда очолював Вінницький державний педагогічний університет імені Михайла Коцюбинського упродовж 27 років. За цей час Вінницький педагогічний став одним з найпотужніших вищих педагогічних закладів держави.
У 1994 році педуніверситет розпочав підготовку вчителів на комерційних засадах. Надання освітніх послуг дозволило вижити навчальному закладу в період фінансової скрути.
Постановою Кабінету Міністрів № 122 від 4 лютого 1998 року інститут реорганізовано у Вінницький державний педагогічний університет імені Михайла Коцюбинського.
Державна Акредитаційна Комісія Міністерства освіти України визнали Вінницький державний педагогічний університет імені Михайла Коцюбинського акредитованим за статусом вищого закладу освіти четвертого рівня акредитації. Збільшилася кількість факультетів, кафедр, спеціальностей, побільшав набір студентів.
У 1999 році університет відзначений почесним дипломом і увійшов до п'ятірки кращих педагогічних ВНЗ освіти України, а у 2000 і 2001 рр. — до складу десятки кращих гуманітарних та педагогічних ВНЗ освіти України.
24 серпня 2002 року Міжнародний Академічний Рейтинг популярності та якості «Золота Фортуна» нагородив Вінницький педуніверситет срібною медаллю «Незалежність України» в номінації «За вагомий внесок у справу підготовки висококваліфікованих кадрів для народної освіти України». Міжнародний Астрономічний Союз присвоїв ім'я Вінницького педуніверситету малій планеті 1975Tj3 за номером 13904.
З ім'ям ректора пов'язані також визначні здобутки у спортивно-масовій роботі університету. Никифор Миколайович сам брав участь у спортивних змаганнях, тривалий час був членом збірної області з бігу на довгі дистанції, був рекордсменом області з бігу на 30 км, учасником естафети Олімпійського вогню у 1980 році. 1994 року Н. М. Шунда нагороджений сертифікатом Міжнародного Олімпійського комітету за активну роботу у розбудові Олімпійського руху в Україні.
За 50 років науково-педагогічної діяльності з-під пера Н. М. Шунди вийшли десятки підручників і посібників для студентів і вчителів математики.
2001 року генеральна дирекція Міжнародної кадрової академії, враховуючи багаторічні заслуги ректора університету, нагородила його медаллю «За заслуги в освіті».
З 2003 року Никифор Миколайович перебував на заслуженому відпочинку, але не припиняв своєї наукової діяльності.
2017 року присвоєно почесне звання «Заслужений працівник Вінницького державного педагогічного університету імені Михайла Коцюбинського».
5 червня 2017 року перестало битися серце Никифора Миколайовича Шунди.

## Вибіркова бібліографія
- Шунда Н. М. Математика: вправи з початків аналізу / Н. М. Шунда. — Вінниця: Планер, 2010. — 155 с.
- Шунда Н. М. Конструювання періодичних функцій: навчальний посіб. / Н. М. Шунда. — Вінниця: Планер, 2011. — 213 с.
- Шунда Н. М. Розв'язування деяких нерівностей, пов'язаних з функціями: ціла і дробова частини дійсного числа: [посіб.] / Н. М. Шунда. — Вінниця: Планер, 2009. — 116 с.
- Шунда Н. М. Розв'язування тригонометричних рівнянь і нерівностей: [посіб.] / Н. М. Шунда. — Вінниця: ВДПУ ім. М. Коцюбинського, 2003. — 376 с.
- Шунда Н. М. Вступний курс математики: навчальний посіб. для студентів фізико-математичних ф-тів пед. ін-тів. / Н. М. Шунда, А. А. Томусяк, А. П. Войцеховський. — Київ: Вища школа, 1990. — 150 с.
- Шунда Н. М. Збірник задач з алгебри для 6-8 класів: методичний посіб. / Н. М. Шунда. — Київ: Радянська школа, 1987. — 188 с.
- Шунда Н. М. Збірник задач з алгебри для 7-9 класів: навчальний посіб. / Н. М. Шунда. — Київ: Техніка, 2003. — 416 с.
- Шунда Н. М. Розв'язування нерівностей, пов'язаних з оберненими тригонометричними функціями: навчально-методичний посіб. / Н. М. Шунда. — Вінниця, 1997. — 83 с.
- Шунда Н. М. Розв'язування рівнянь, пов'язаних з функціями: ціла частина дійсного числа і дробова частина дійсного числа: спецкурс / Н. М. Шунда ; ВДПІ, Каф. алгебри і методики викладання математики. — Вінниця, 1996. — 83 с.
- Шунда Н. М. Функції і їх графіки: задачі і вправи / Н. М. Шунда. — Київ: Радянська школа, 1976. — 192 с.
- Шунда Н. М. Функції та їх графіки: посіб. для вчителів / Н. М. Шунда. — 2-ге вид., допов. — Київ: Радянська школа, 1983. — 190 с.
- Шунда Н. М. Застосування похідної до розв'зування задач: посіб. для вчителів математики і учнів / Н. М. Шунда. — Київ: Техніка, 1999. — 240 с.
- Шунда Н. М. Застосування похідної до розв'язування задач: посіб. для вчителів математики, учнів старших кл. студентів фізико-математичних ф-тів / Н. М. Шунда ; ВДПУ. — Київ: Техніка, 1999. — 240 с.
- Шунда Н. М. Практикум з математичного аналізу. Вступ до аналізу. Диференціальне числення: навчальний посіб. / Н. М. Шунда, А. А. Томусяк. — Київ: Вища школа, 1993. — 375 с.
- Шунда Н. М. Практикум з математичного аналізу. Інтегральне числення. Ряди: навчальний посіб. для студентів пед. навчальних закладів / Н. М. Шунда, А. А. Томусяк. — Київ: Вища школа, 1995. — 541 с.
- Шунда Н. М. Розв'язування рівнянь, пов'язаних з функціями: ціла і дробова частини дійсного числа: [посіб.] / Н. М. Шунда. — Київ: Техніка, 2001. — 124 с.
- Шунда Н. М. Математичний аналіз: самостійні роботи з вступу в аналіз і диференціальне числення для студентів перших курсів спец. 2104—2105 / Н. М. Шунда, А. А. Томусяк, А. П. Войцеховський. — Вінниця, 1986. — 37 с.
- Шунда Н. М. Застосування похідної до розв'язування задач / Н. М. Шунда. — Київ: Техніка, 1999. — 239 с.
- Шунда Н. М. Математичний практикум. Вступ до аналізу. Диференціальне числення: навчальний посіб / Н. М. Шунда, А. А. Томусяк. — Київ: Вища школа, 1993. — 15,6 друк. арк.
- Шунда Н. М. Метричні простори: методичні розроб. / Н. М. Шунда, А. А. Томусяк, А. П. Войцеховський. — Вінниця: ВДПІ, 1987. — 2 друк. арк.
- Шунда Н. М. Навчально-дослідна робота студентів: методична розроб. / Н. М. Шунда, А. А. Томусяк. — Вінниця: ВДПІ, 1991. — 1,5 друк. арк.
- Шунда Н. М. Практикум з математичного аналізу. Інтегральне числення. Ряди: навчальний посіб. / Н. М. Шунда, А. А. Томусяк. — Київ: Вища школа, 1995. — 541 с.
- Шунда Н. М. Розв'язування рівнянь, пов'язаних з оберненими тригонометричними функціями / Н. М. Шунда. — Вінниця, 1995. — 48 с.
- Шунда Н. М. Розв'язування тригонометричних нерівностей / Н. М. Шунда. — Вінниця, 1994. — 62 с.
- Шунда Н. М. Розв'язування тригонометричних рівнянь: [методична розроб.] / Н. М. Шунда. — Вінниця: ВДПІ ім. М. Островського, 1991. — 58 с.
- Шунда, Н. М.. Вінницький державний педагогічний університет: історія і сучасність / Н. М. Шунда, А. К. Лисий // ВДПУ ім. М. Коцюбинського. Наукові записки. Серія: «Історія». — Вінниця, 2002. — Вип. IV. — C. 8-12.